# Заровенька
Заровенька, Зровень — річка в Україні, в Звягельському районі Житомирської області. Права притока Малої Глумчи (басейн Прип'яті).

## Опис
Довжина 13 км, похил річки — 1,&nb3sp;м/км. Формується з багатьох безіменних струмків. Площа басейну 65,4 км².

## Розташування
Бере початок на південному заході від села Просіка. Тече на північний схід в межах сіл Заровенка та Медведеве. На околиці села Паранине впадає у річку Малу Глумчу, притоку Уборті.

## Риби Заровеньки
У річці водиться щука звичайна, бистрянка звичайна, карась звичайний, окунь, пічкур та плітка звичайна.